# Julia Holcomb
 (décembre 2022).
Le texte peut changer fréquemment, n’est peut-être pas à jour et peut manquer de recul. 
Le titre et la description de l'acte concerné reposent sur la qualification juridique retenue lors de la rédaction de l'article et peuvent évoluer en même temps que celle-ci.
Julia Holcomb est une ancienne groupie et militante anti-avortement américaine, née en 1957. De ses 16 ans en 1973 jusqu'en 1977 elle a été en couple avec Steven Tyler, le chanteur d'Aerosmith de neuf ans son aîné, dont elle tombe enceinte et l'aurait obligée à avorter. En décembre 2022 elle dépose une plainte pour notamment agression sexuelle sur mineure.

## Biographie
Julia Holcomb naît en 1957. En novembre 1973 elle fait la connaissance de Steven Tyler après un concert à Portland dans l'Oregon. Le chanteur du groupe Aerosmith a 25 ans, elle vient d'en avoir 16. L'année précédente, une groupie plus âgée qu'elle lui a appris comment s'habiller « de manière provocante » et diverses autres astuces pour « attraper une rockstar ». Le couple a très vite des relations sexuelles et elle commence à l'accompagner en tournée et à se droguer avec lui. Un article de Rolling Stone de 1976 les décrit ensemble : « Julia Holcomb est toujours dans les parages, s’accrochant à son bras comme un foulard – mais Steven Tyler est marié à sa carrière et à son image 24h/24 ». 
Pour pouvoir rester avec elle bien qu'elle soit mineure — et notamment pour qu’elle puisse prendre l’avion et vivre avec lui à Boston —, Tyler obtient en 1974 de la mère de la jeune fille qu'elle lui accorde un droit de tutelle. Un an plus tard, elle tombe enceinte. Selon elle, Tyler insiste pour qu'elle avorte, la menaçant de la renvoyer chez sa mère. Elle finit par s'y résoudre. Mais à cette époque, Tyler s'est engagé dans une autre relation, avec la groupie Bebe Buell, une union dont naîtra Liv Tyler. Julia Holcomb quitte le musicien en février 1977 et rentre vivre chez sa mère et son beau-père.
Elle étudie ensuite la peinture à l'université de Houston et à l'Académie des Arts réalistes de Toronto. Elle devient une catholique fervente, se marie vers 1982, a sept enfants et milite contre le droit à l'interruption volontaire de grossesse. En 2011, elle divulgue sa version de sa relation avec Tyler sur le site Web d'extrême-droite anti-avortement Lifesitenews. Dans un documentaire intitulé Look away, la face cachée des rockstars elle explique en 2021 avoir eu des séquelles psychiatriques après son avortement non désiré. En 2017 elle ouvre à Memphis un centre d'accueil pour des filles maltraitées. Steven Tyler est un des donateurs de cet établissement. 
Dans l'autobiographie d'Aerosmith parue en 1997, les auteurs l'évoquent sous un pseudonyme (Diana Hall), mentionnent la relation et l'avortement et déclarent qu'elle avait 14 ans. Dans ses propres mémoires, Tyler mentionne quelques épisodes de leur vie commune, sans la nommer (le nom Julia Halcomb (sic) apparaît dans les remerciements). 

### Plainte en justice
En décembre 2022, quelques jours avant la fin de la période de suspension temporaire le délai de prescription des abus sexuels contre mineurs décidée par la législation californienne, Julia Holcomb dépose à Los Angeles une plainte (contre X) pour agression sexuelle, violences sexuelles et sévices psychologiques sur mineure. Elle justifie cette action en justice par le besoin d'agir au profit « des autres survivantes de l'industrie de la musique ». Elle allègue qu'elle « était incapable de résister » au « pouvoir, à la renommée et à la capacité financière substantielle » du musicien (non nommé dans la plainte), et que celui-ci l'aurait « contrainte et persuadée qu'il s'agissait d'une histoire d'amour romantique ».